# شهرداری منطقه واترلو
شهرداری منطقه واترلو (به انگلیسی: Regional Municipality of Waterloo) یک شهرداری منطقه‌ای در کانادا است که در انتاریو واقع شده‌است.

## خصوصیات
شهرداری منطقه واترلو ۵۰۷٬۰۹۶ نفر جمعیت دارد.